# Charles Frederick Worth
Charles Frederick Worth (Bourne, 13 de octubre de 1825 – París, 10 de marzo de 1895) fue un diseñador de modas nacido en Reino Unido. Es considerado el padre del negocio moderno de la moda y de la alta costura, por ser pionero en la firma de sus diseños, al igual que hacían artistas de otros campos como la pintura o la literatura. Cada año creaba una nueva colección, lo que no se había hecho hasta el momento y práctica habitual entre los diseñadores hasta la actualidad.
Este modisto Inglés llegó a París tras siete años de formación en Londres. En 1858 fundó junto a su socio Otto Bobergh su propia casa de moda en la Rue de la Paix, de la que asumió la dirección en solitario en 1871.
Worth fue pionero en atribuirse la categoría de celebridad al firmar sus creaciones como si de piezas de arte se trataran. Además, cada año presentaba una colección con la que aumentar sus ventas y por tanto sus beneficios. Esta innovación revolucionaria de las dos colecciones de temporada anuales es desde entonces la práctica estándar de las casas de moda.

## Biografía
Charles Frederick Worth nació en la ciudad de Bourne, Lincolnshire hijo de William y Ann Worth. Su padre era un abogado «disoluto» que en 1836 abandonó a la familia y dejó a su esposa en precaria situación económica. Con once años, Frederick empezó a trabajar en una imprenta. Un año después se mudó a Londres para trabajar como aprendiz en una tienda de artículos del vestir y mercería. Siete años después entró en Swan & Edgard, una destacada tienda del mismo gremio.
En 1846, se trasladó a París. Cuando su madre murió en 1852 en Highgate, era asistente de ventas en la prestigiosa firma parisina Gagelin, que suministraba sedas y telas a las modistas de la corte y vendía chales de cachemira. Allí conoció a una de las dependientas, Marie Vernet, con la que se casó en 1851.

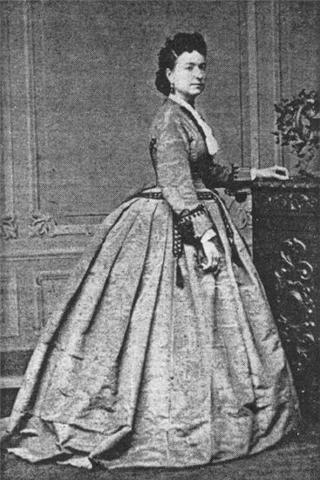
Marie Vernet.

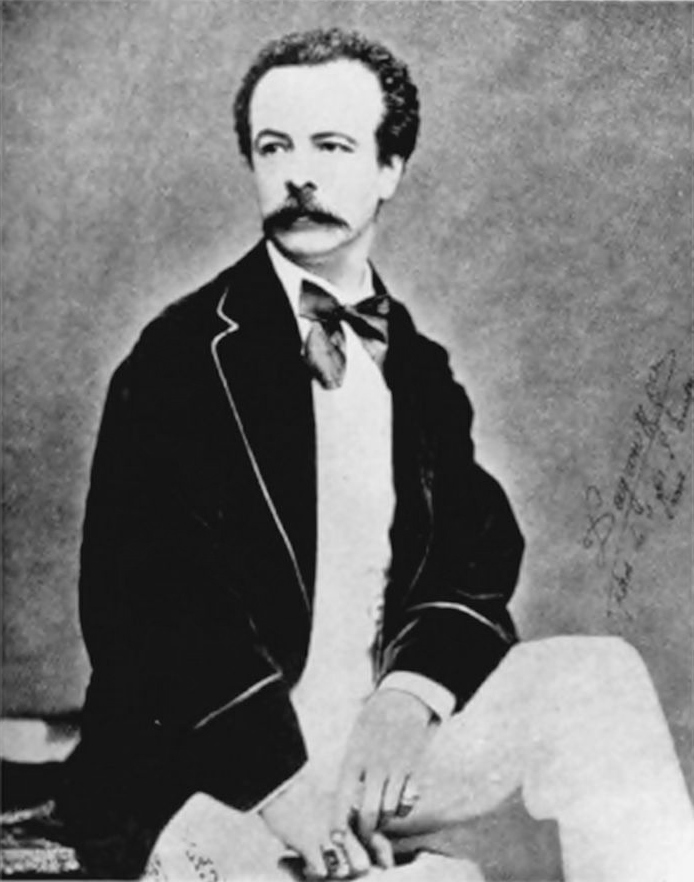
Charles Frederick Worth fotografiado a los treinta años, cuando comenzaba a labrarse una reputación en París.

Charles comenzó a confeccionar vestidos para complementar los chales, y tuvieron tal éxito que Gagelin le dio permiso para abrir un departamento de vestidos, el inicio oficial de su carrera en la moda. Tanto en la Gran Exposición de Londres de 1851 como en la de París cuatro años más tarde se expusieron prendas suyas. Con una esposa y dos hijos, Gaston Lucien (1853) y Jean Philippe (1856), y ya totalmente centrado en la confección de prendas y no en la venta, se unió a un socio sueco, Otto Gustav Bobergh y abrieron una casa de modas en 7 Rue de la Paix en 1858.
En 1860, un vestido de baile de la princesa de Metternich llamó la atención de la emperatriz Eugenia, que solicitó ver al modista al día siguiente. Worth ofrecía gran cantidad de telas, (algunas suministradas por su antiguo empleador Gagelin) y su experiencia en la sastrería. En diez años, sus prendas adquirieron fama internacional y una alta demanda. En la década de 1870, copaba las revistas de moda más leídas y prestigiosas. Worth cambió el sistema completamente. Donde antes la modista iba a casa de la clienta, ahora eran las clientas las que iban a encargar, probar y comprar prendas al salón de Worth, que se convirtió en un punto de encuentro social. Otra gran innovación de Worth fue la idea de presentar los vestidos a las clientas lucidos por jóvenes bonitas y elegantes, siendo la primera su propia esposa en la década de 1850 por lo que se la considera la primera modelo o maniquí de la historia. También creó para maximizar los beneficios la presentación de dos temporadas al año, primavera-verano y otoño-invierno. Fue también el primero en etiquetar todas sus prendas con su nombre. Estas novedades fueron de inmediato copiadas por los demás creadores de moda y convertidos en estándar.
La casa de modas que empezó con 500 empleados, llegó a contar con más de 1200. Worth se centraba en la calidad y el detalle. Sus costureras eran especializadas y asignadas a distintos talleres: unas hacían mangas, otras dobladillos, otras faldas... un corsé Worth podía llegar a contar con hasta diecisiete piezas para un perfecto ajuste a medida del cuerpo de la usuaria. Las prendas eran cosidas a mano, aunque desde la introducción de la máquina de coser en la década de 1860 esta se empleará para algunas costuras generales y remates.

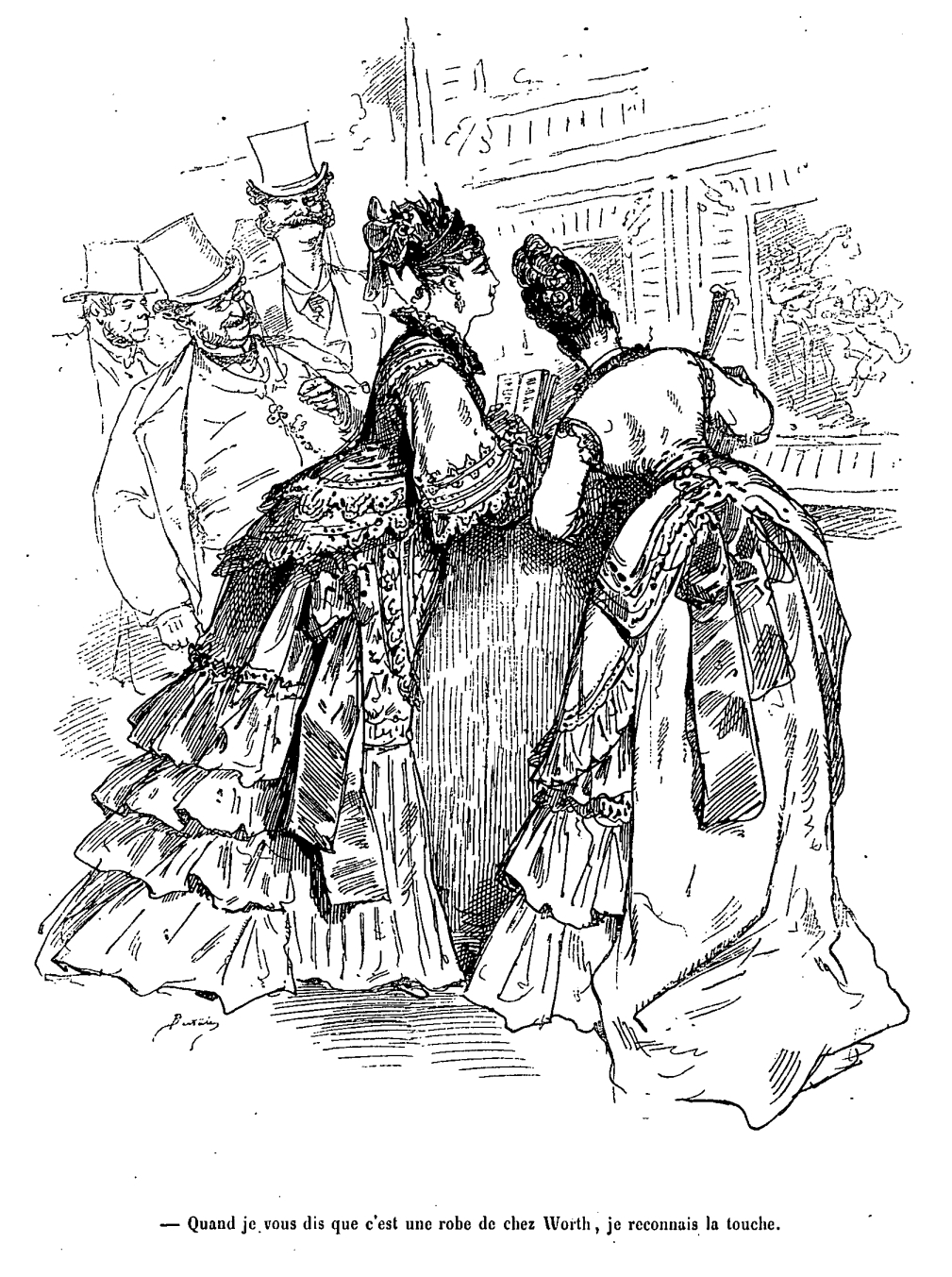
Te dije que era un Worth. Conozco el estilo. Caricatura del ilustrador francés Bertall de 1875, mostrando a dos damas en una exposición de pintura.

## Clientela
Worth se convirtió en el modista oficial de la emperatriz Eugenia de Montijo, quien le encargaba trajes de noche, trajes de corte y trajes de disfraces. Le mantenía constantemente en guardia por si necesitaba un modelo para algún evento. Como ejemplo de la escala del negocio del diseñador con la emperatriz, para las celebraciones durante la inauguración del canal de Suez en 1869 Eugenia le hizo un pedido de 250 vestidos. Otras soberanas estaban también entre sus clientas habituales, como la emperatriz Isabel de Austria-Hungría o la reina Victoria de Inglaterra. Con el tiempo, también las estadounidenses millonarias se sintieron atraídas por sus creaciones. Muchas viajaban a París para encargarle todo su vestuario: vestidos de mañana, tarde y noche, incluyendo los denominados artículos "desvestidos", camisones, saltos de cama y trajes para el té. También diseñaba prendas especiales, como vestidos de novia y disfraces. Estrellas populares del teatro como Sarah Bernhardt, Lillie Langtry y Jenny Lind le compraban tanto prendas para actuar como ropas para su vida diaria. Los precios de Worth eran desorbitados. Uno de los últimos pedidos de la princesa de Metternich, un vestido lila de terciopelo, costó 2247 francos.

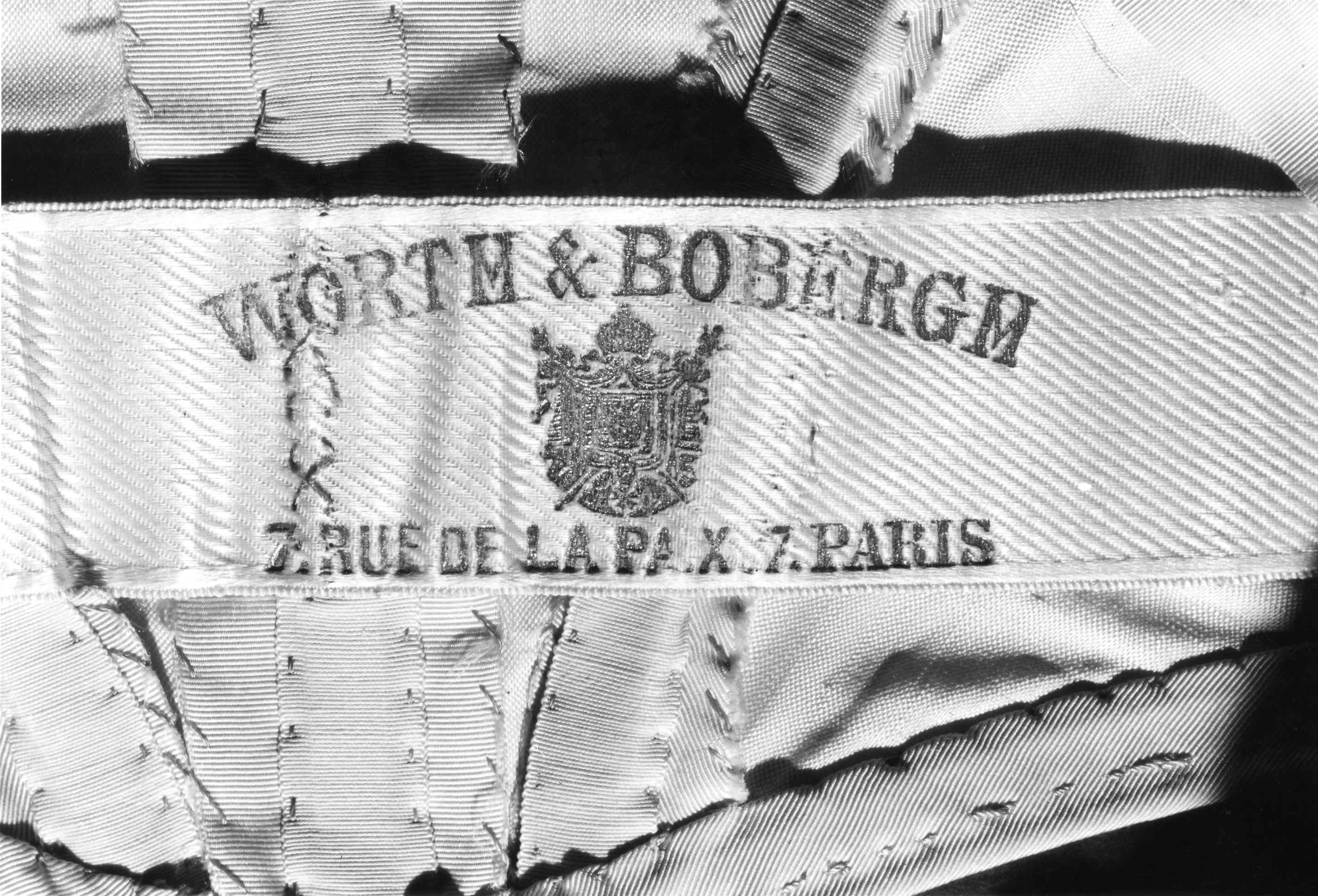
Corsé de seda de Worth, con su marca impresa, 1865.

En 1870, con la guerra franco-prusiana, la casa Worth tuvo que cerrar durante un año y durante el sitio de París, Worth convirtió su salón en un hospital militar. Se mantuvo creando ropa de maternidad, de luto y deportiva. La asociación con Boberg se disolvió, y este regresó a su país.
Las líneas de Worth eran sencillas, redujo la crinolina, de modo que la falda caía plana por la parte delantera y recogió el exceso de tela por detrás instaurando el polisón. A continuación creó otra fórmula exitosa, la línea princesa. Worth también creó el audaz vestido para caminar, corto hasta el tobillo y que finalmente fue aceptado para vestidos de mañana y deportivos (para el tenis, bádminton y cróquet). La palabra modisto, en masculino, hasta entonces modista era un oficio y palabra exclusivamente femenina, se creó especialmente para calificar a Worth, que consiguió unir la técnica inglesa del corte con el derroche de elegancia propio de los franceses. Fue el primero en crear no al gusto del cliente, sino siguiendo su propio criterio sobre lo que las mujeres en general debían usar. Fue hasta su muerte el encargado de decidir qué colores y detalles deberían predominar cada temporada en el vestuario femenino.
El modisto inglés debió gran parte de su fama a dos emperatrices de la época: Isabel de Baviera y Eugenia de Montijo, la esposa de Napoleón III. Ambas se hicieron retratar para la posteridad luciendo diseños en seda y tul bordados en oro de Worth.

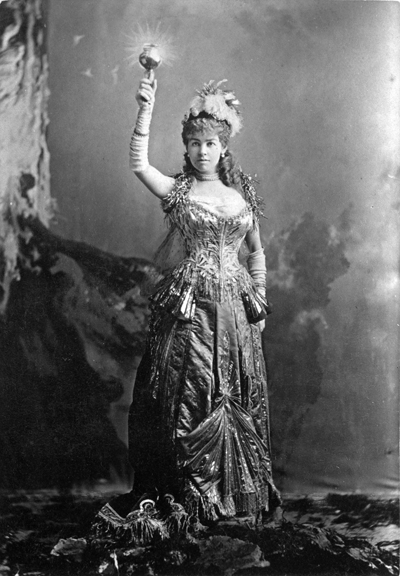
La señora de Cornelius Vanderbilt, con su disfraz de «Luz Eléctrica» diseñado por Worth, 1883. Sus acomodadas clientas también le encargaban trajes para fiestas de disfraces y bailes de máscaras.

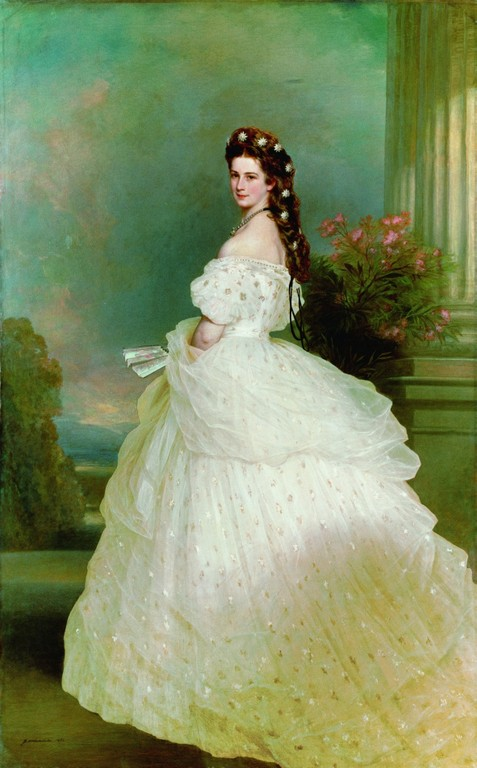
El famoso retrato de la emperatriz Isabel por Franz Xaver Winterhalter, luciendo un vestido de gala de Worth, en tul salpicado de estrellas de plata, 1865.

Sus hijos Gaston y Jean se unieron al negocio en 1874 y se volvieron cada vez más activos en las finanzas, administración y diseño permitiendo a su padre un poco más de tiempo libre y cuidar su salud declinante. Murió el 10 de marzo de 1895 de neumonía. Tras el fallecimiento del artista, el relevo pasó a sus hijos, Gastón y Jean-Philippe. Worth había amasado una gran fortuna. Tenía una casa en los Campos Elíseos y una villa en Suresnes. Coleccionaba arte y curiosidades y tenía un establo de purasangres. Su mansión contaba con jardines decorados con elementos recuperados del palacio de las Tullerías y un gran invernadero con plantas exóticas. Fue enterrado en los terrenos de la villa de Suresnes según el rito anglicano. La viuda Marie Vernet murió tres años después.
La casa Worth mantuvo su prestigio en la belle époque, durante los años 1900. Para 1897, los clientes podían pedir una prenda por teléfono, correo o en una de las sucursales de Worth en Londres, Biarritz o Cannes. Sus prendas fueron exhibidas en la Exposición Universal de París de 1900, como se había hecho en todas las grandes exposiciones anteriores. El volumen de negocios anual de la compañía se situaba entonces en los cinco millones de francos.
La casa Worth cerró en 1956, después de haberse fusionado con la casa Paquin. En abril de 2006 abrió en su ciudad natal de Bourne una galería en su memoria que exhibe documentos, fotografías y artefactos sobre él y su época, incluyendo varias copias de algunos de sus modelos, recreados por costureras locales.

## Moda en la década de 1890
Sobre la indumentaria de la femme ornée o la 'mujer adornada' de la belle époque hay que decir que se caracterizaba por su afán de comprimir y cubrir de postizos el cuerpo femenino. La idea era crear un reloj de arena con las curvas de la dama: frágil cintura y exuberante parte superior e inferior.
El vestuario femenino, incluso en la versión ligeramente suavizada de Worth, recordaba a una camisa de fuerza. Todas las prendas de día llevaban cuello, alto y rígido, obligando a erguir la cabeza, mientras que los sombreros, algo inclinados y de anchas alas, se decoraban con pesadas plumas de avestruz. Las mangas estaban ahuecadas en el hombro, se recogían en el codo y se estrechaban hasta la mano. A veces cubrían hasta los nudillos para no mostrar zonas indecorosas. Las faldas llegaban hasta el suelo y eran acampanadas, ceñidas en las caderas, se iban ensanchando hacia abajo cayendo en forma de campana. En 1890 y 1891 la parte posterior aún solía estar decorada con pliegues y rematada con una pequeña cola, recordando al desaparecido polisón. Los zapatos y botines eran puntiagudos y se sostenían sobre tacones medianos. Los complementos imprescindibles eran las medias de seda negra, los guantes ajustados y la sombrilla, que servía para preservar el tono blanco de la piel.
Para el día se usaban telas de lino, terciopelo y lana. Los colores eran pasteles claros o apagados como el rosa, azul o malva. Estos vestidos se engalanaban con galones, cintas, lazos y volantes. Para la noche se recurría a la seda, las puntillas, la muselina, el tul, el crespón de China o el satén entre otros y los trajes presentaban ricos adornos y generosos escotes. Eran imprescindibles los guantes largos para «vestir los brazos» y para que no se vieran las manos desnudas.